# Слоева, Екатерина Сергеевна
Екатерина Сергеевна Слоева (род. 23 мая 1999, Иркутск) — российская конькобежка, выступающая в составе женской сборной Белоруссии по конькобежному спорту. Участница зимних Олимпийских игр 2022 года. Серебряный призёр Чемпионата Европы по конькобежному спорту 2022, 11-кратная чемпионка Беларуси и 13-кратная призёр, 3-кратная рекордсменка Беларуси.

## Биография
Екатерина Слоева родилась в Иркутске в семье заслуженного тренера России Сергея Слоева и чемпионки мира и тренера по конькобежному спорту Оксаны Равиловой. В 3 года она начала кататься на коньках. Мама пыталась оградить её от конькобежного спорта и водила на всевозможные кружки: в гимнастику, танцы, балет, акробатику, аэробику, но малышка всегда с удовольствием бежала на лёд.
С семи лет в течение четырёх лет Катя бегала с ребятами из подростковой группы на тренировках, которые вела её мама. В 11 лет она стала тренироваться у отца, Сергея Слоева и он её настроил на деловой лад. В 2011 году она выиграла чемпионат Иркутской области среди школ в мини-спринте, а в 2013 году впервые выступила на молодёжном чемпионате России.
Следующие несколько лет Катя продолжала участвовать в региональных и всероссийских соревнованиях и в 2016 году стала бронзовым призёром чемпионата России среди юниоров в многоборье. В январе 2017 года установила 2 рекорда Иркутской области в беге на 1000 м и 1500 м. В сезоне 2018/19 перспективная спортсменка из-за большой конкуренции в Российском чемпионате переехала в Минск по предложению Белорусского союза конькобежцев через её родителей.
В 2019 году она выиграла открытый чемпионат Беларуси среди юниоров на дистанциях 500 и 3000 метров, а также стала серебряным призёром в классическом и спринтерском многоборье среди взрослых. Через год вновь была второй в спринте и первой на Кубке Беларуси в беге на 1500 м. В 2021 году Слоева выиграла чемпионат Беларуси в беге на 1000 м и в многоборье и дебютировала на международном уровне на чемпионате Европы в Херенвене.
Она участвовала в чемпионате Европы 2022 года, где завоевала серебряную медаль в командном спринте среди женщин. В командной гонке заняла 4-е место, и в забеге на 1500 метров. На чемпионате Беларуси выиграла на дистанциях 1000 и 1500 м и в спринтерском многоборье. Екатерина Слоева представляла Беларусь на зимних Олимпийских играх 2022 года на трёх дистанциях. В беге на 1000 метров заняла 21-е место, в командной гонке, где женская команда Республики Беларусь заняла 7 место и в беге на 1500 метров финишировала со временем 1:58,41, заняв 16-е место
После отстранения российских и белорусских конькобежцев от международных соревновании, Слоева участвовала в открытых чемпионатах Беларуси и на Кубке России в сезонах 2022/23 и 2023/24, завоевав неоднократно золотые медали.